# Landelies
Landelies is een dorp in de Belgische provincie Henegouwen en een deelgemeente van de Waalse gemeente Montigny-le-Tilleul. Landelies ligt aan de Samber.

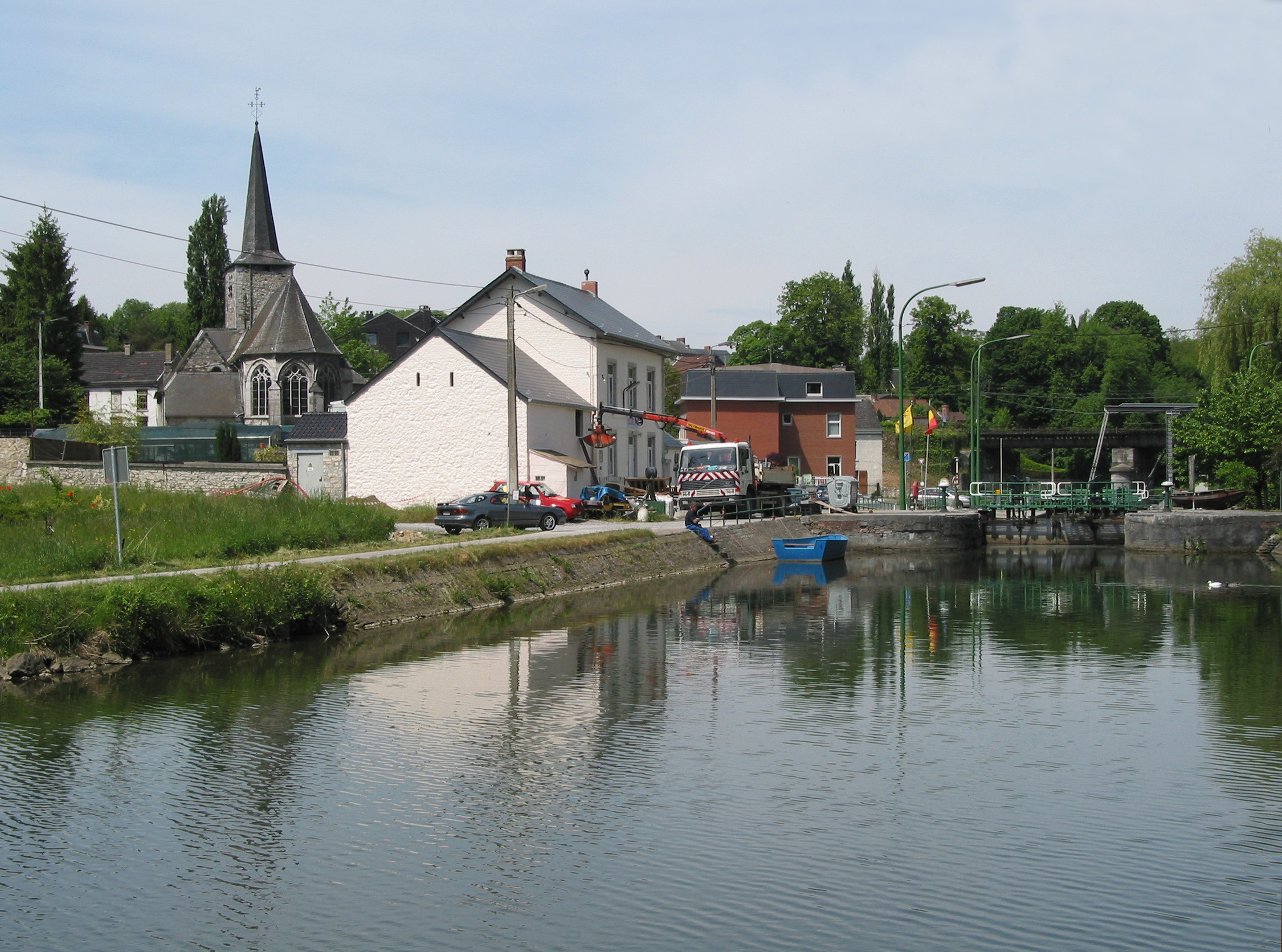
Landelies aan de Samber

In het dorp ligt Station Landelies. Niet ver van dit station loopt spoorlijn 130A door de tunnel van Landelies.

## Geschiedenis
Het noordelijk stuk van de gemeente Landelies werd in 1896 afgesplitst tot de zelfstandige gemeente Goutroux.
Bij de gemeentelijke herindeling van 1977 werd Landelies een deelgemeente van Montigny-le-Tilleul.

## Bezienswaardigheden
- De Sint-Martinuskerk (Église Saint-Martin) heeft een 10e-eeuwse romaanse toren, gebouwd in zandsteen. Koor en schip zijn 16e-eeuws en in gotische stijl.
- Overblijfselen van de voormalige burcht.
- In de Sambre ligt sluis nummer 9 van 1828, nog in de Hollandse periode aangelegd.

## Natuur en landschap
Landelies ligt aan de Sambre die hier diep is ingesneden. Zuivere kalksteen wordt sinds omstreeks 1820 gewonnen in de Carrière du Blanc Caillou, tegenwoordig Carrières de la Sambre. Het is een vindplaats van calciet. De kalksteen wordt gebruikt in de decoratie, bouw en industrie voor bedrijven en particulieren.
Men vindt in de omgeving ook karstverschijnselen. Er is een klimlocatie: de 35 meter hoge kalksteenrotsen van Landelies aan de oevers van de Samber bieden uitgeruste routes van middelmatige tot zeer grote moeilijkheidsgraad op platen en een via ferrata.
De hoogte aan de kerk bedraagt 111 meter.

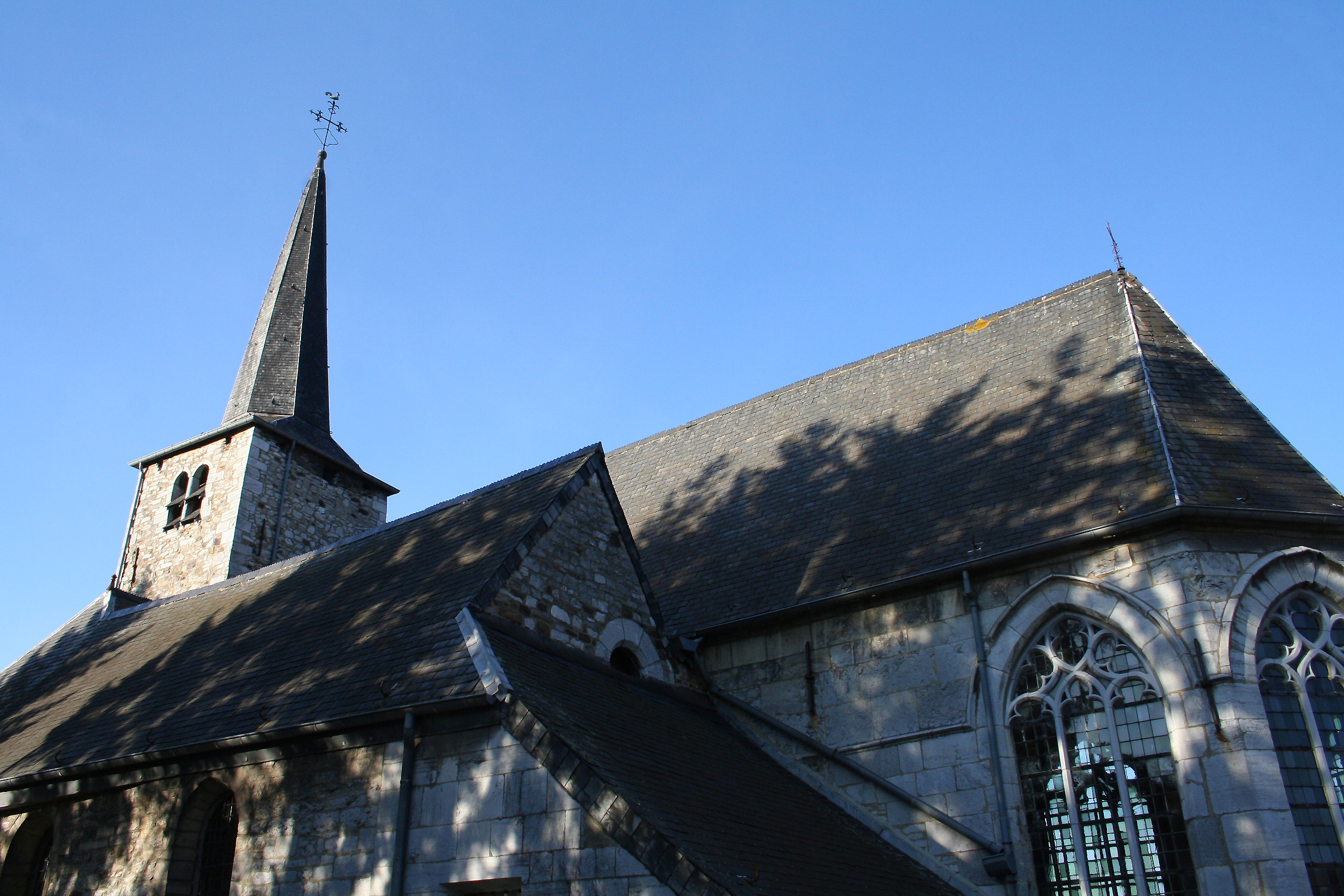
De Sint-Martinuskerk.
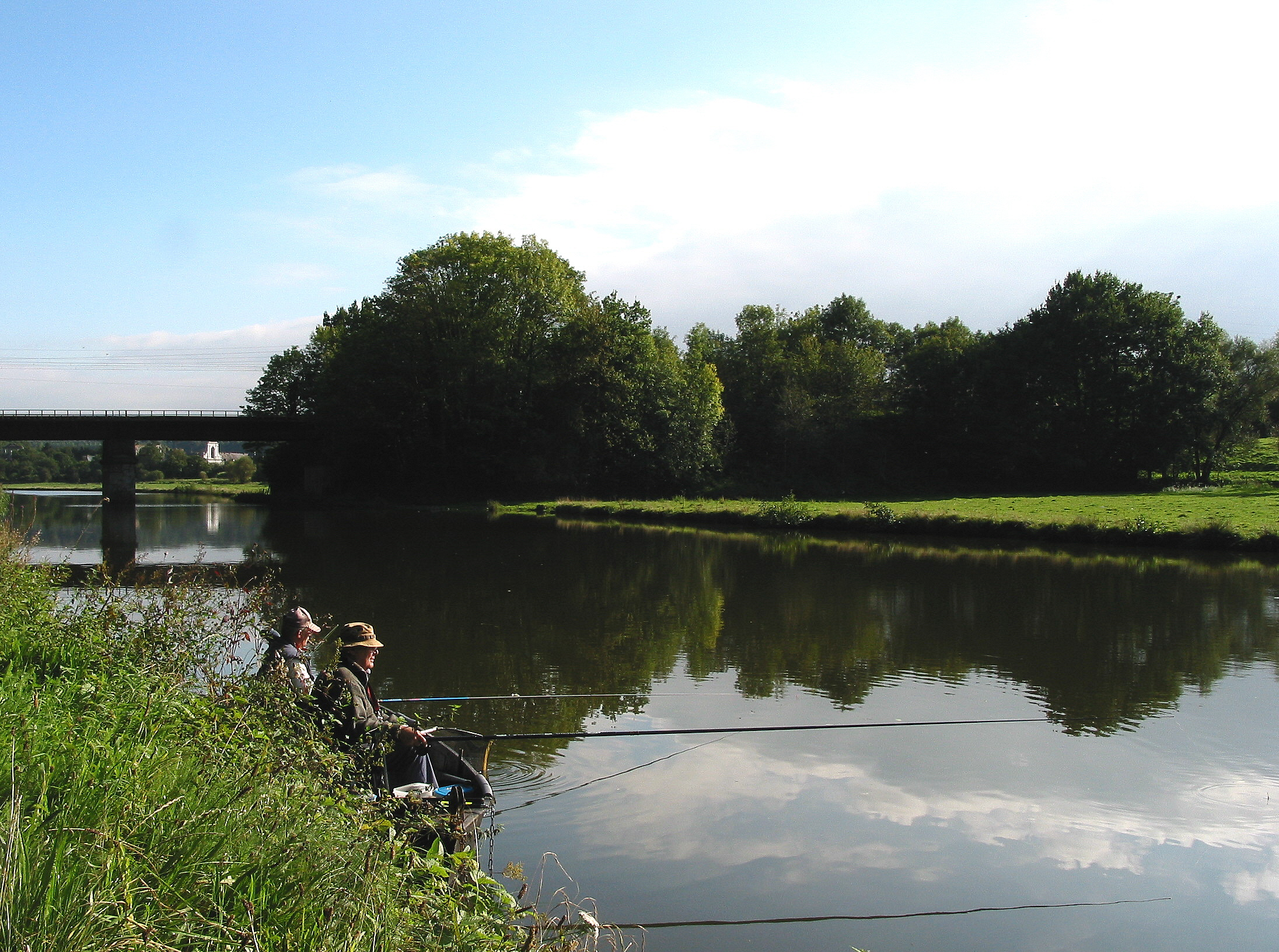
De Samber bij de Abdij van Aulne.
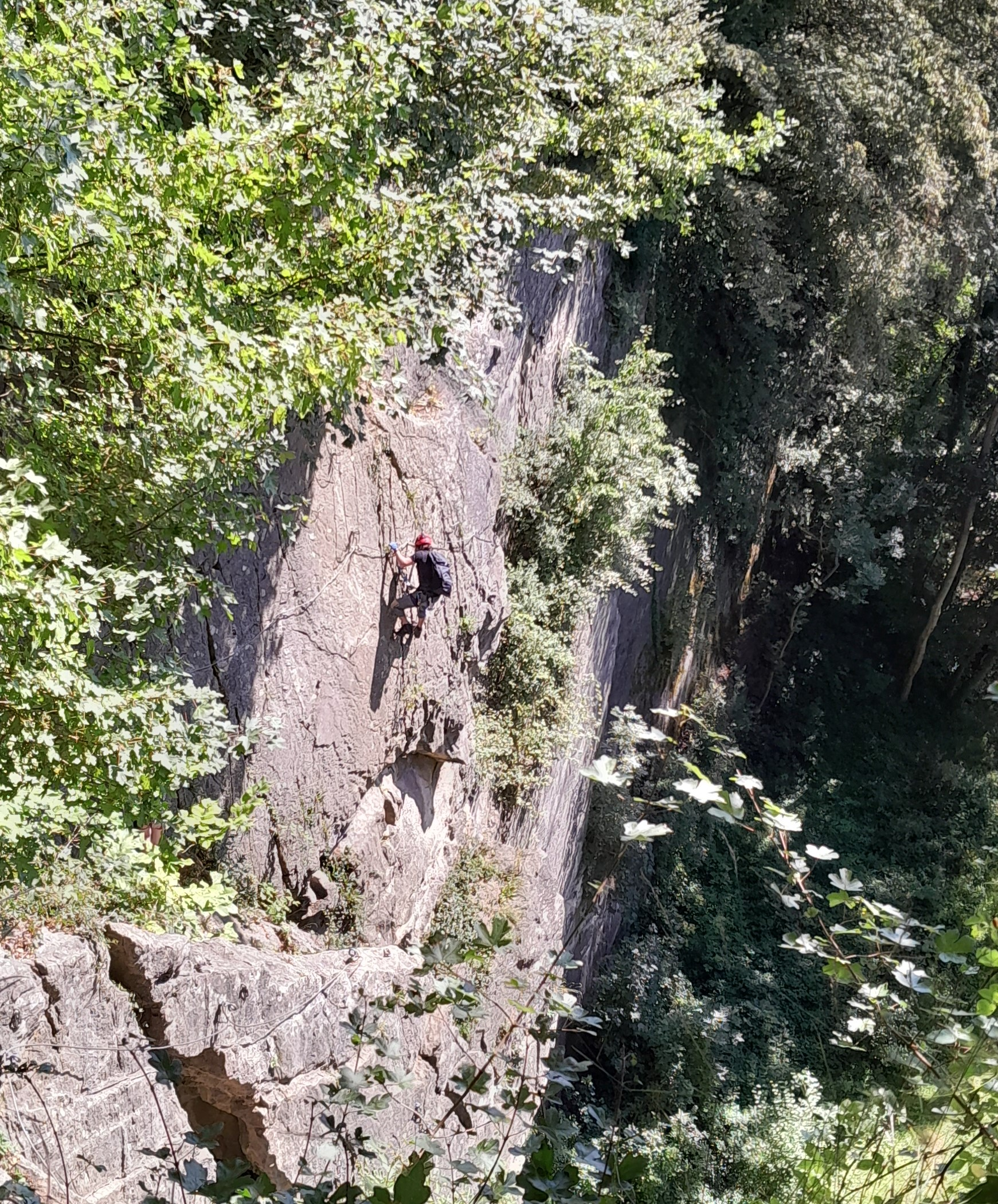
Via ferrata bij de Samber.
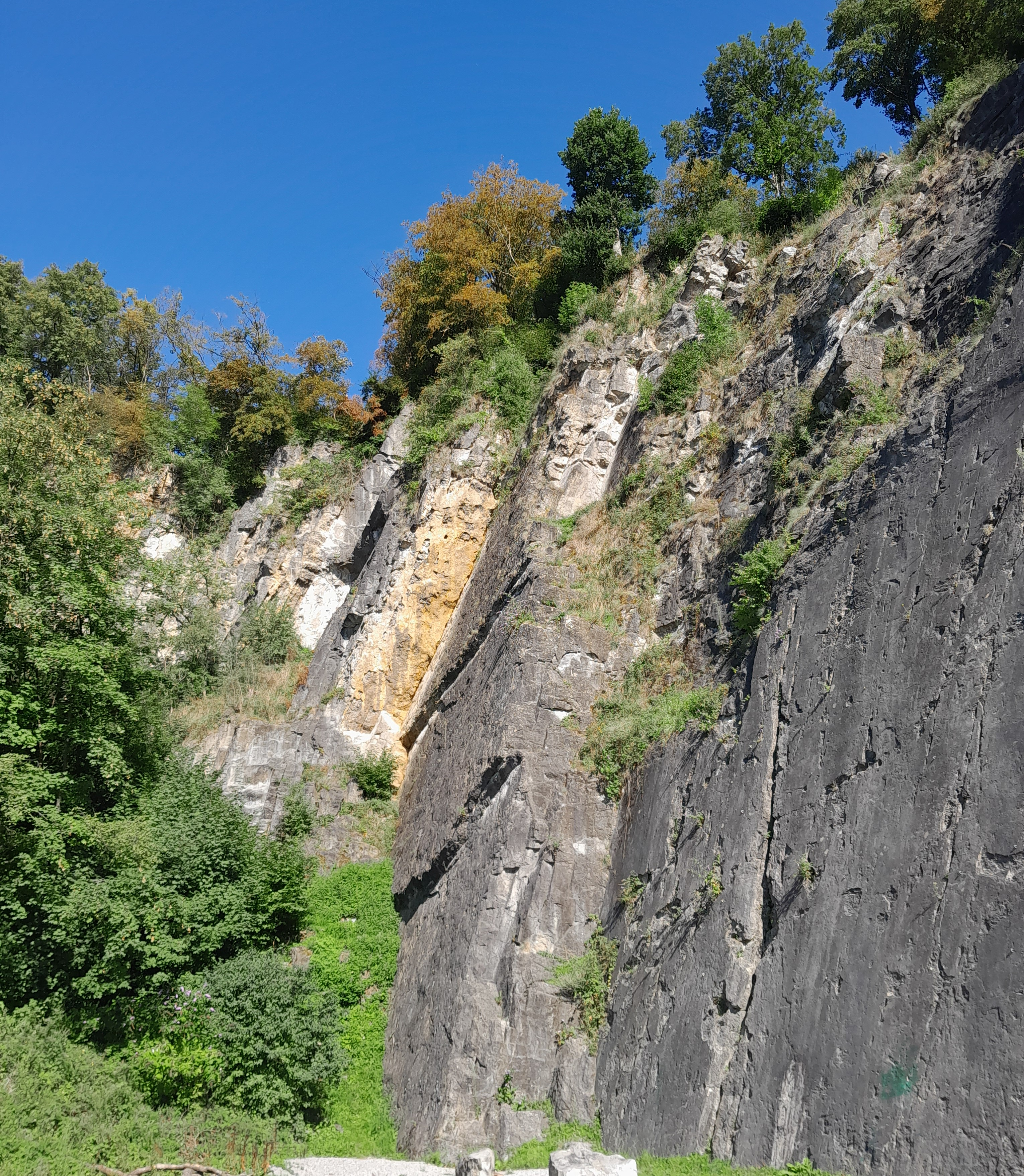
Klimlocatie bij de Samber.
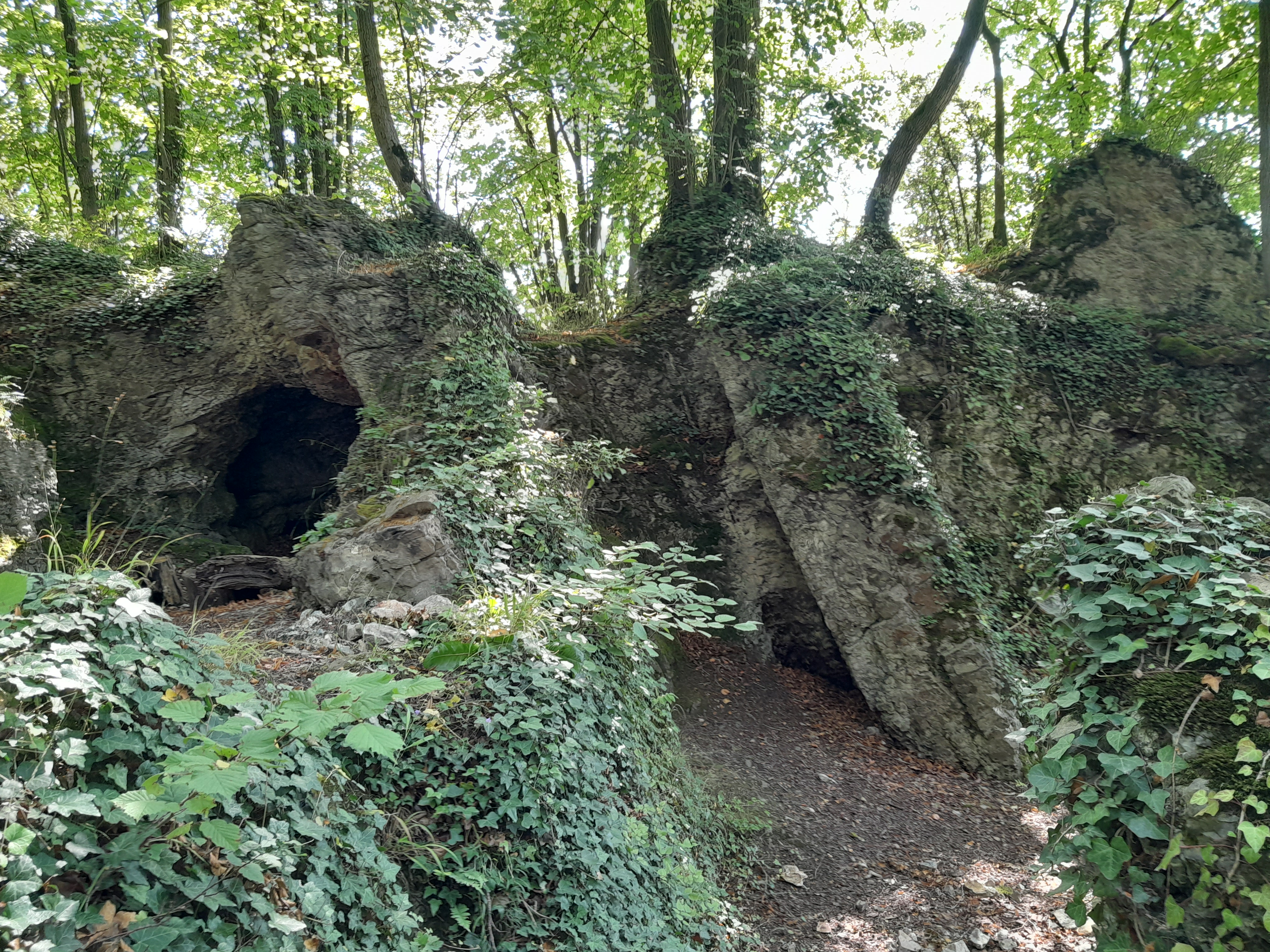
Karst van Landelies.

## Jachthaven

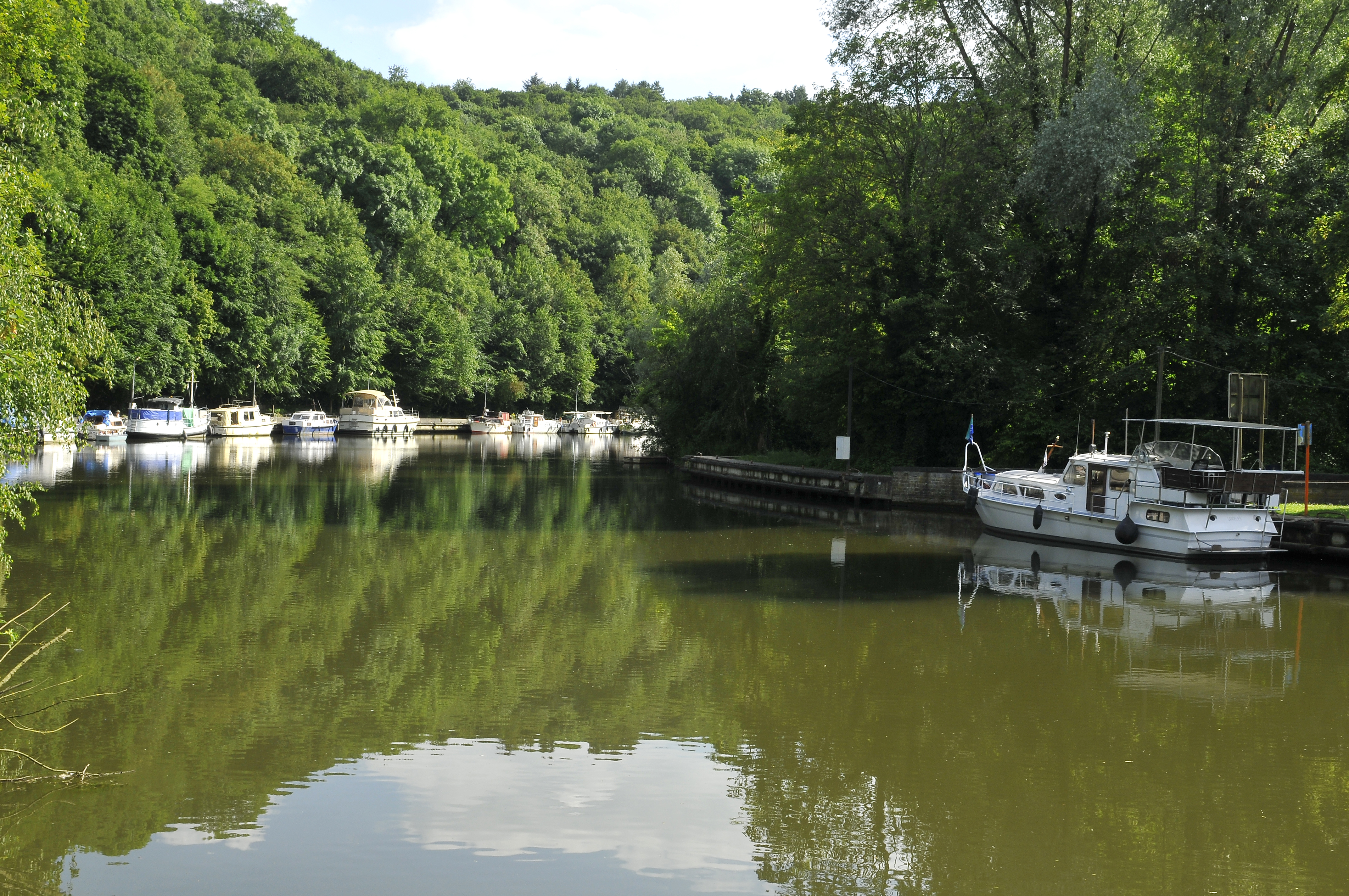
De jachthaven

De Jachthaven van Landelies (Yacht-club de la Haute-Sambre) ligt ten oosten van het centrum, aan de overkant van de Samber en net stroomopwaarts van het stuw- en sluiscomplex.

## Demografische ontwikkeling
- Bronnen:NIS, Opm:1831 tot en met 1970=volkstellingen
- 1900: Afsplitsing van Goutroux in 1896

## Nabijgelegen kernen
Leernes, Goutroux, Marchienne-au-Pont, Montigny-le-Tilleul, Gozée